# Bineta Diop
Pour les articles homonymes, voir Diop.
Cet article concerne une militante des droits des femmes. Pour la karatéka, voir Bineta Diop (karaté).
Bineta Diop est une militante des droits des femmes née à Guéoul au Sénégal. Elle est la fondatrice de l'ONG Femmes Africa Solidarité (FAS) et du Centre panafricain pour le genre, la paix et le développement.

## Biographie
Bineta Diop est la fille de Marèma Lô, qui occupe le poste de « vice-présidente des femmes » au sein de l'Union progressiste sénégalaise, le parti fondé en 1958 par Léopold Sédar Senghor. Militante féministe, Lô encourage ses quatre filles à s'instruire. Bineta Diop épouse un diplomate et poursuit des études commerciales à Paris,.
En 1981, Diop est la première femme africaine à rejoindre la Commission internationale de juristes (CIJ), une ONG de défense des droits de l'homme. En 1996, elle fonde à Genève l'ONG Femmes Africa Solidarité (FAS). Diop contribue à la mise en œuvre de la résolution 1325 du Conseil de sécurité des Nations unies, adoptée en 2000. Elle participe à l'élaboration de la charte africaine des droits de l'homme et des peuples et, avec des juristes africaines, à l'élaboration du protocole de Maputo. Ce texte relatif aux droits des femmes est adopté en 2003. Diop participe au processus de réconciliation dans des pays comme le Burundi, le Liberia et la République démocratique du Congo (RDC), à des missions d'observation électorale dans plusieurs pays et à une commission d'enquête sur les violences faites aux femmes au Soudan du Sud. 
En janvier 2014, elle est nommée envoyée spéciale de la présidente de la commission de l'Union africaine pour les femmes, la paix et la sécurité.

### Distinctions
En 2011, Bineta Diop figure au Time 100, la liste des cent personnalités les plus influentes établie annuellement par le magazine américain Time,. L'année suivante, elle est faite chevalier de la Légion d'honneur et en 2012 elle reçoit un doctorat honoris causa décerné par l'Université pour la paix. 
En 2013, la fondation Chirac lui remet un prix spécial « pour son action en faveur de la promotion des femmes dans la prévention des conflits ».